# Södra Vi kyrka

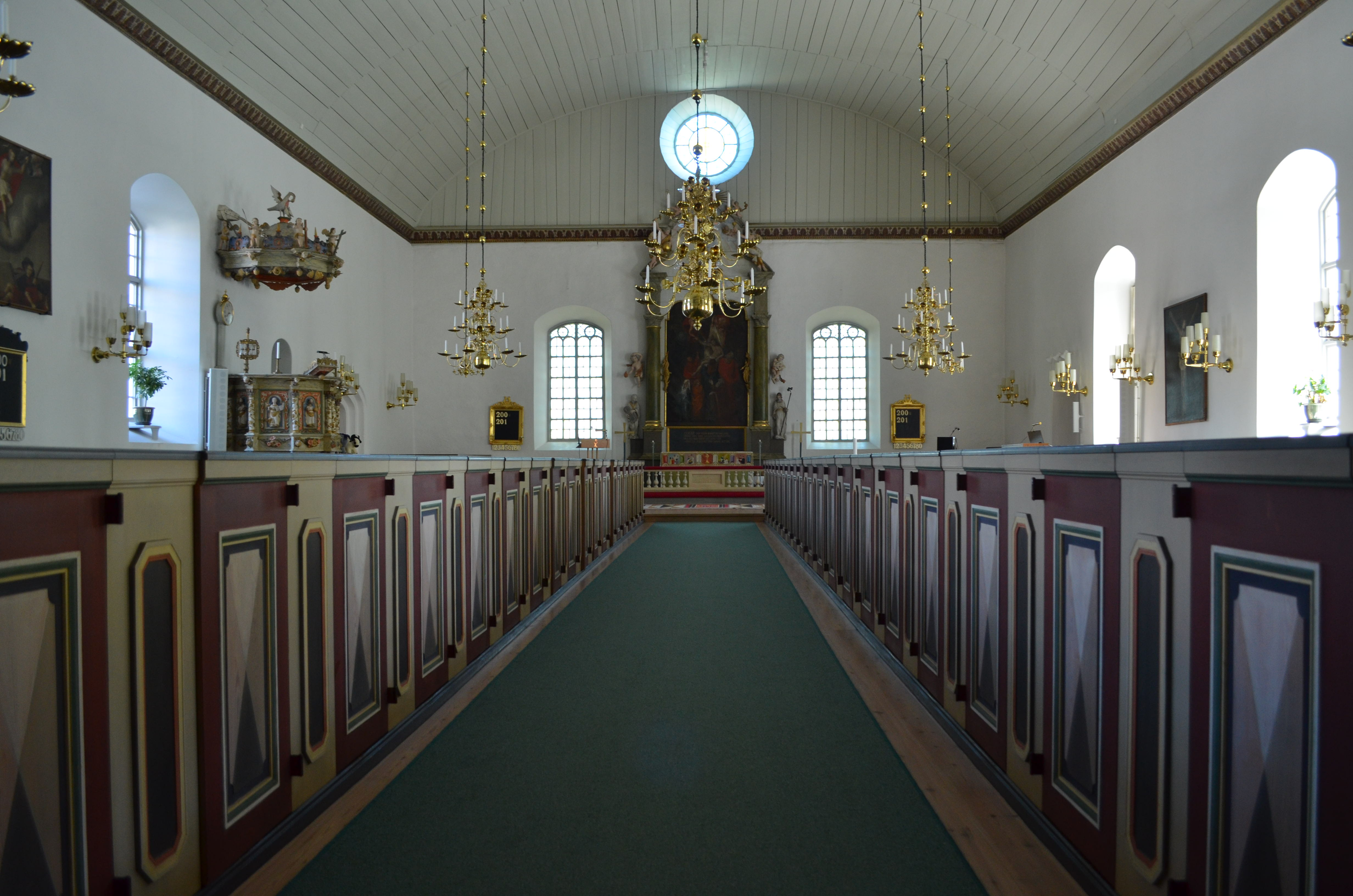
Södra Vi kyrkas kyrkosal

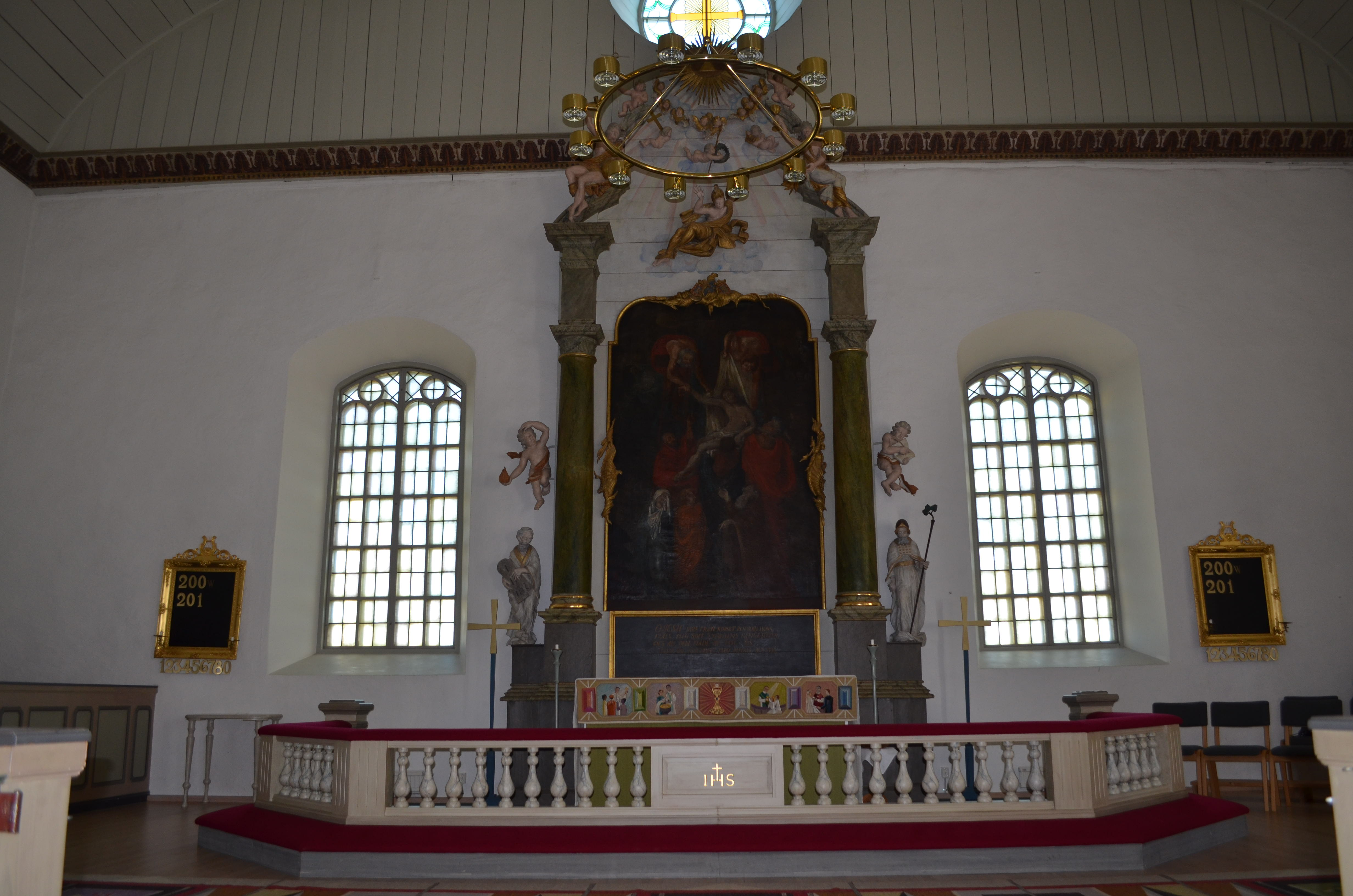
Södra Vi kyrkas kyrkosals altare

Södra Vi kyrka är en kyrkobyggnad i Södra Vi, Vimmerby kommun. Kyrkan ligger utmed landsvägen på en höjd ovanför sjön Kröns västra strand cirka en mil norr om Vimmerby.

## Historik

### Medeltida träkyrkan
På 1300-talet uppfördes en träkyrka som låg något väster om nuvarande kyrkobyggnad. Träkyrkan bestod av ett rektangulärt långhus med ett vapenhus i väster och en sakristia norr om koret. Kyrkan byggdes till vid flera tillfällen däribland på 1690-talet. Invändigt var träkyrkan smyckad med ett rikt dekormåleri. Rester av dessa målningar finns i form av bemålade brädor uppe i nuvarande kyrkas vind.

### Nuvarande kyrkobyggnad
Nuvarande stenkyrka uppfördes efter ritningar av biskop Andreas Olavi Rhyzelius och invigdes 1755 av biskop Rhyzelius själv.
Arbetet med kyrktornet påbörjades 1759 men arbetet drog ut på tiden. Först år 1764 färdigställdes tornet.
Kyrkan består av långhus med ett kor i öster lika brett som långhuset. Norr om koret ligger sakristian och vid långhusets västra sida finns kyrktornet. Alla tak är belagda med spån. Kyrktornet har en klockformad huv och ovanpå denna vilar två lanterniner. Övre lanterninen kröns av ett förgyllt kors med kula.
Innertaket har tunnvalv av trä.

## Inventarier
- Predikstolen tillverkades 1706 - 1709 och hörde till förra kyrkan. Vem som tillverkade predikstolen är inte känt. En av skulpturerna som pryder predikstolen är medeltida och har troligen tillhört ett medeltida altarskåp.
- Altaruppsatsen utgörs av en oljemålning omramad av en rikt utsmyckad omfattning. Motivet är Jesu nedtagande från korset. Altaruppsatsen som färdigställdes 1757 var en gåva av Carl Fredrik Pechlin i Ålhult och tillverkades i sin helhet av Jonas Berggren.
- Träskulptur, Madonnabild, 1400-talet. (Bild)
- Träskulptur, Sankt Olav, 1200-talet. (Bild)

### Orgel
- 1711 byggdes en orgel.[1] 1716 reparerades orgelverket av Johan Åhrman.[2]
- 1755 byggd Lars Wistrand, Södra Vi en orgel som hade elva stämmor.[3]
- 1788/1786 byggde Pehr Schiörlin, Linköping, en orgel med sjutton stämmor.
- 1887 byggde Salomon Molander en orgel med tolv stämmor.
- 1937 byggdes en ny orgel av A. Magnusson Orgelbyggeri AB med 31 stämmor.
- Nuvarande orgel byggdes 1970 av Bruno Christensen & Sønner Orgelbyggeri. Orgeln är mekanisk och fasaden är från 1788 års orgel. Orgeln har ett tonomfång på 56/30.

| Huvudverk I     | Svällverk II      | Pedal      | Koppel |
| Principal 8’    | Gedackt 8’        | Subbas 16’ | I/P    |
| Rörflöjt 8’     | Fugara 8’         | Octava 8’  | II/P   |
| Oktava 4’       | Principal 4’      | Gedackt 8' | II/I   |
| Traversflöjt 4’ | Gedacktflöjt 4’   | Oktava 4'  |        |
| Kvinta 2 2⁄3'   | Spetsflöjt 2'     | Basun 16'  |        |
| Oktava 2’       | Sesquialtera 2 ch | Trumpet 4' |        |
| Mixtur 4 ch     | Scharf 3-4 ch     |            |        |
| Trumpet 8'      | Dulcian 8'        |            |        |
|                 | Tremulant         |            |        |